# Zorats Karer
Zorats Karer (in armeno Զորաց Քարեր?, conosciuta localmente come Դիք-դիք քարեր Dik-dik karer), conosciuta anche come Karahunj, Qarahunj o Carahunge e  Carenish (in armeno Քարահունջ և Քարենիշ?) è un sito archeologico preistorico posto nei pressi della cittadina di Sisian, nella provincia di Syunik, Armenia. Il sito è anche conosciuto a livello internazionale come la 'Stonehenge armena'.

## Localizzazione
Il sito si trova su di un altopiano a 1770 metri di altezza e ha un'estensione di circa 7 ettari. I resti archeologici sono su un promontorio roccioso sulla riva sinistra del fiume Dar, tributario del fiume Vorotan, nelle vicinanze della cittadina di Sisian.

## Nome
Lo storico armeno Stepanos Orbelian, nel suo libro 'Storia di Syunic', riporta che nella regione di Tsluk (Yevalakh), vicino al paese di Syunic o Sisian si trovava un villaggio di nome Carunge, che in armeno vuol dire "Pietra del tesoro" o "Pietre di fondazione".
Si pensa che il nome Carahunge possa derivare da due parole armene: car (o kar) che significa 'pietra' e da hunge o hoonch che significa 'suono'. Pertanto il nome Carahunge significherebbe 'pietre parlanti'.
Questa interpretazione è avvalorata dal fatto che, in una giornata ventosa i menhir emettono dei suoni dovuti, probabilmente, a molteplici fori incisi con angolature diverse in tempi preistorici.
Nel 2004 il sito è stato ufficialmente ribattezzato Osservatorio Karahunj (Carahunge) tramite un decreto parlamentare (No. 1095-n, 29 Giugno, 2004).

## I megaliti
Il complesso è costituito da diverse sezioni: un cerchio centrale, un braccio che punta a nord, uno a sud, un corridoio puntato in direzione N-E, un settore che attraversa il cerchio centrale e vari menhir sparsi. Il sito si presenta molto ricco di testimonianze antiche come sepolture e cumuli di rocce. In totale sono stati registrati 223 megaliti.
L'altezza media delle pietre varia da 0,5 a 3 metri (dal suolo) e con un peso stimato fino alle 10 tonnellate. Sono realizzate in basalto, molto erose dal tempo e ricoperte da muschi e licheni di diversi colori. La superficie interna dei fori si presenta in condizioni migliori rispetto al resto della pietra. Molte sono rotte e non sono state catalogate.
Di tutti i megaliti presenti sul sito, solo 80 presentano dei fori circolari e di questi solo 37 (con 47 fori) sono ancora in piedi in situ. I menhir sono di grande interesse per gli archeoastronomi russi e armeni, i quali pensano che probabilmente furono utilizzati per osservazioni astronomiche. Diciassette pietre sono state messe in relazioni con l'alba e il tramonto durante solstizi ed equinozi, mentre 14 sono collegati a fasi lunari. Tuttavia sussistono anche dei dubbi, per via del fatto che la superficie interna dei fori non è erosa come l'esterno e pertanto potrebbero non essere stati realizzati in tempi preistorici.

## Indagini sul sito
In seguito a dei test eseguiti durante gli anni 1994-2001 dal radiofisico Parigi Herouni, assieme al suo team di ricerca, si è giunti alla conclusione che Carahunge è il più antico osservatorio astronomico al mondo.
Zorats Karer venne studiata nel 2000 da un'équipe di archeologi dell'Università di Monaco di Baviera come parte di uno studio più ampio sui siti preistorici nel sud Armenia. L'équipe ha identificato il sito come una necropoli utilizzata principalmente tra la media età del bronzo e l'età del ferro, trovando enormi tombe in pietra relative a tale periodo. Il leader del team di studio, Stephan Kroll, è giunto alla conclusione che gli allineamenti di pientre erano, in realtà, i resti di una cinta muraria, risalente probabilmente al periodo ellenistico, realizzata per lo più con materiale di riporto e terriccio, mentre le pietre verticali fungevano da rinforzi.
L'archeoastronomo Clive Ruggles ha scritto che: 'Inevitabilmente ci sono state altre affermazioni - molto speculative e meno supportabili -  relative al significato astronomico del sito. Una è che può essere astronomicamente databile al VI millennio a.C. e il confronto diretto con Stonehenge, che pochi ormai credono fosse un osservatorio, sono meno utili.'
Una valutazione critica recente del sito ha messo in evidenza diversi problemi con le interpretazioni archeoastronomiche del sito. Il viale nord-est, che si estende per circa 50 metri dal centro, è stato associato in modo incoerente con il sostizio d'estate. Anche il braccio nord non sembra collegato né con fasi lunari che con Venere.
Harouni sostenne che, al fine di utilizzare i fori nei megaliti per osservazioni astronomiche sufficientemente precise per stabilire la data dei solstizi, sarebbe stato necessario limitare il campo di visibilità inserendo uno stretto tubo nelle perforazioni esistenti. Senza queste modifiche, per i quali non vi è alcuna prova archeologica, il significato astronomico rivendicato per gli orientamenti dei fori svanisce.  Di conseguenza, González-Garcia ha concluso che le affermazioni archeoastronomiche per il sito sono insostenibili, anche se ulteriori indagini per determinare il potenziale astronomico di Carahunge e siti simili sono da considerare.

## Galleria d'immagini

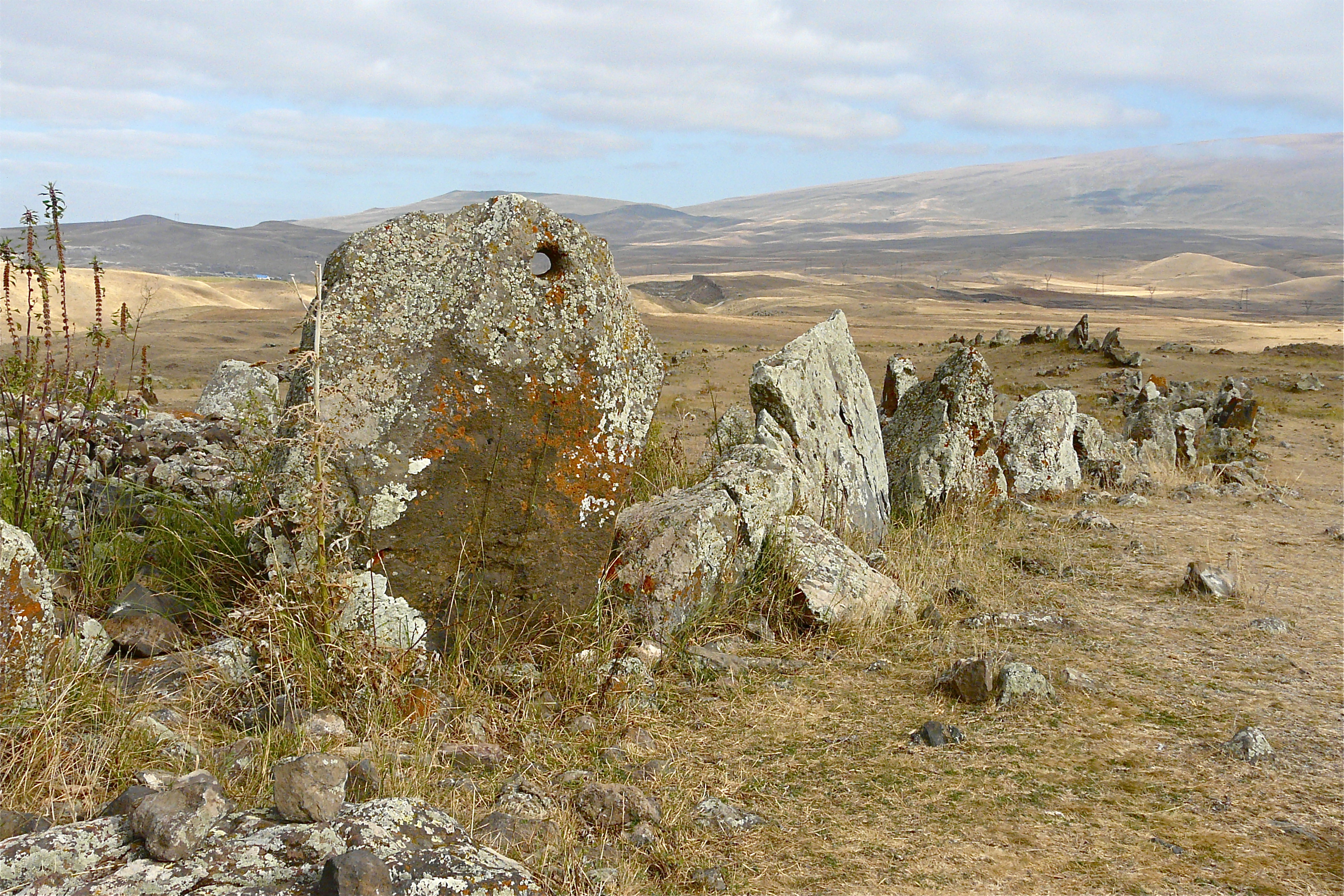
Menhir con foro
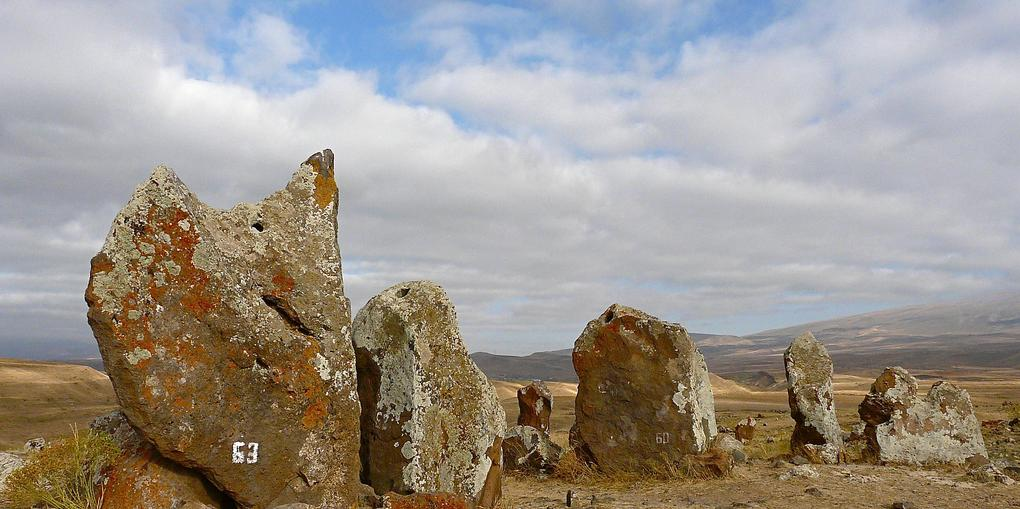
Allineamento di pietre
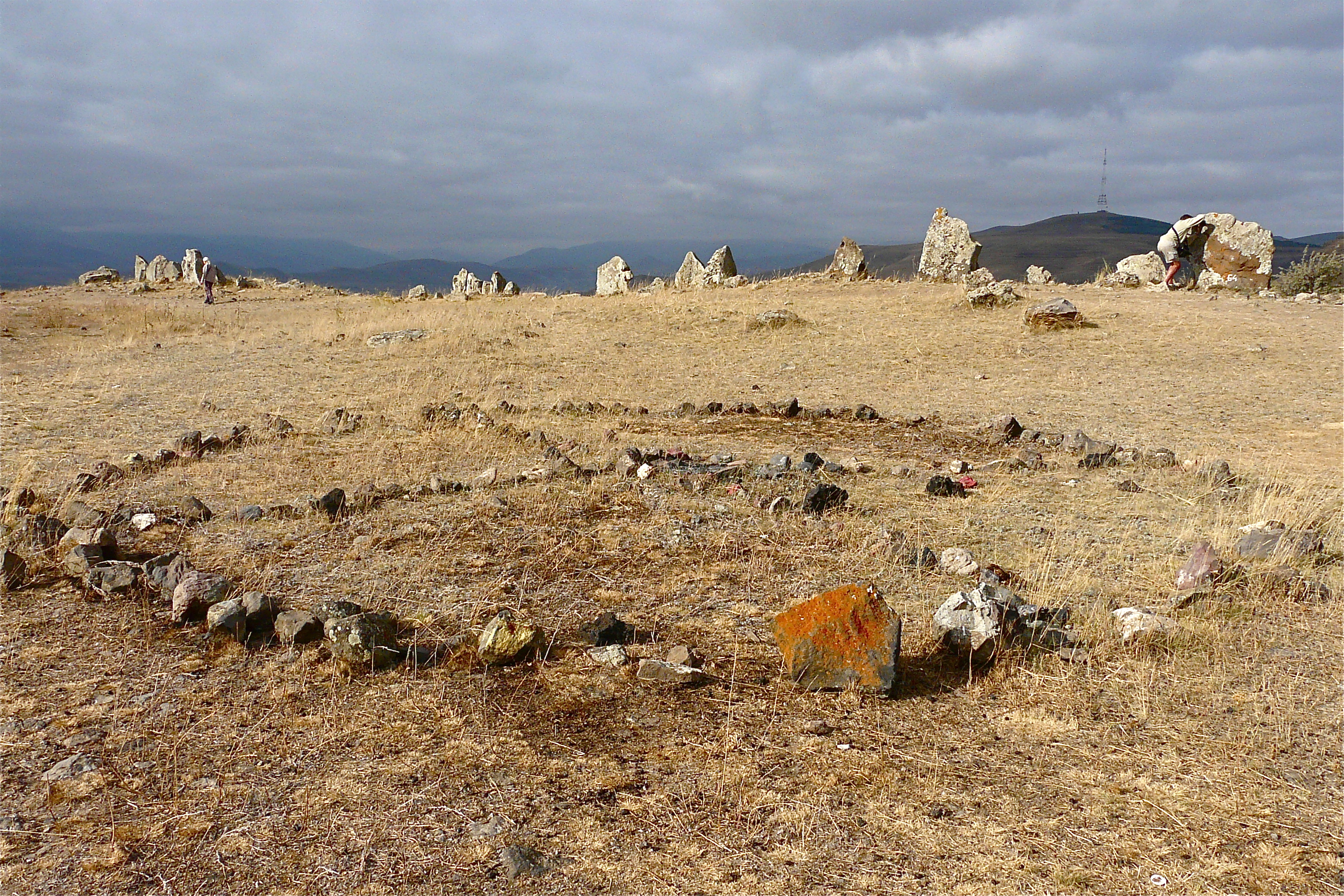
Parte interna del complesso
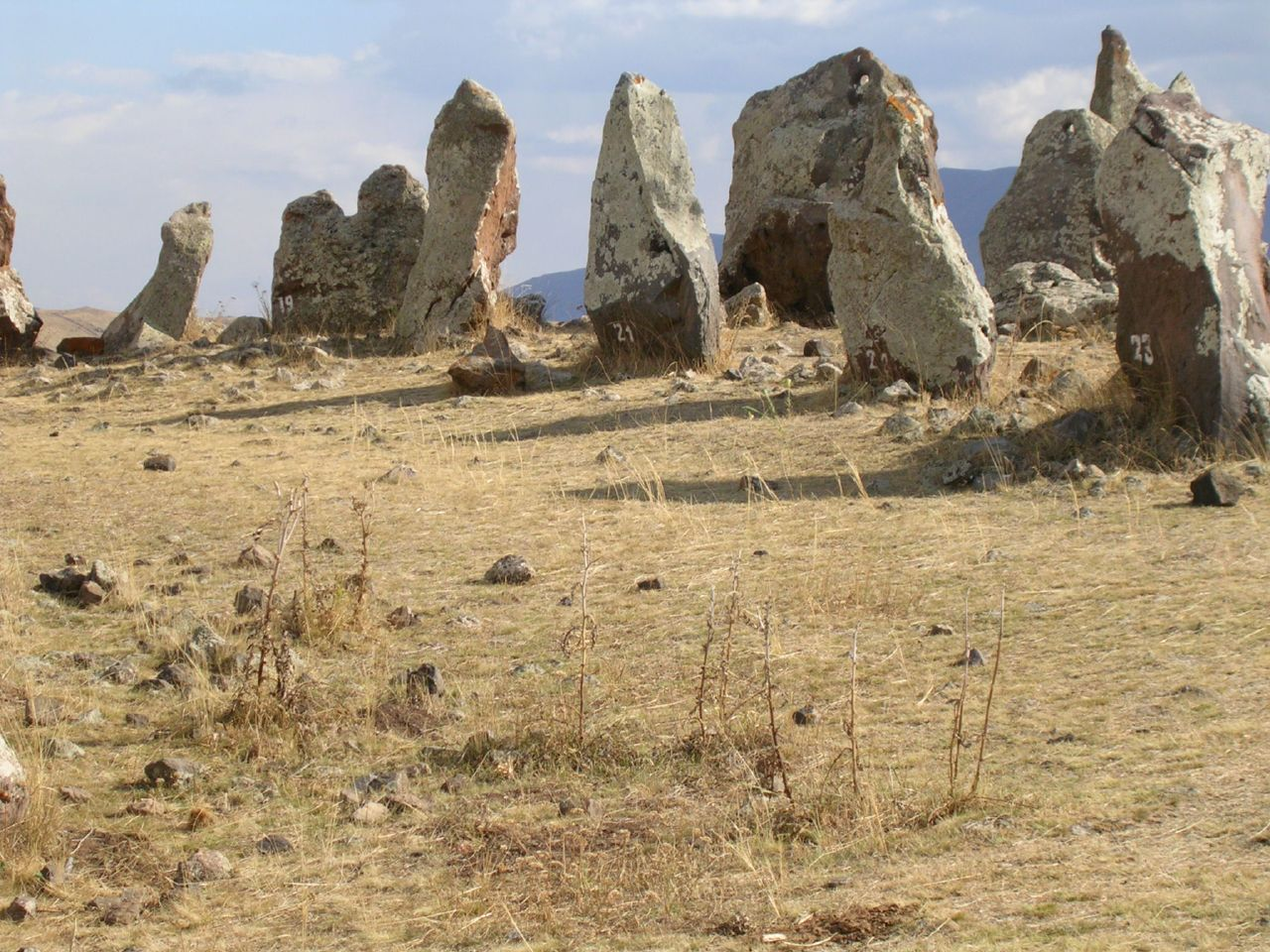
Parte del cerchio centrale
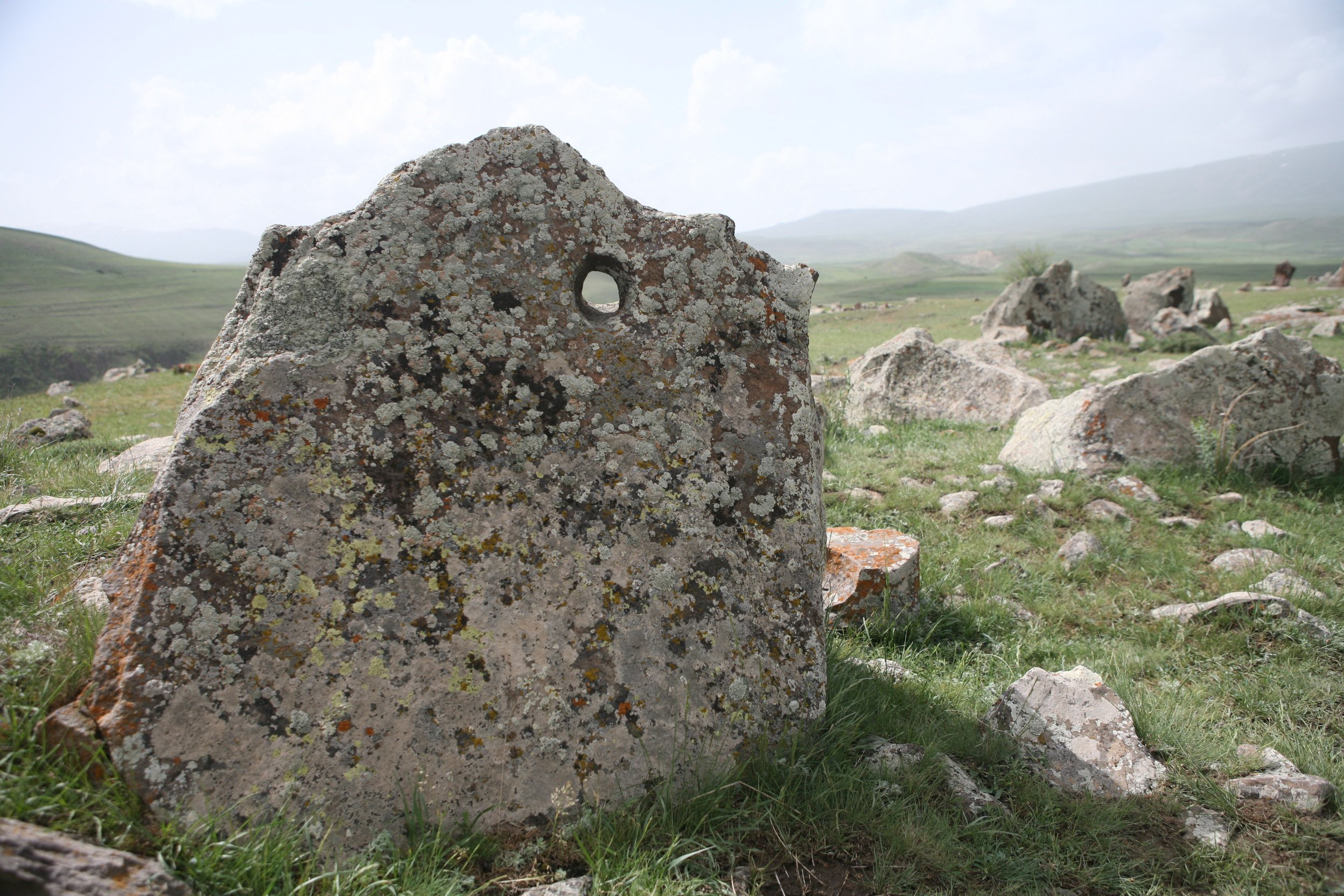
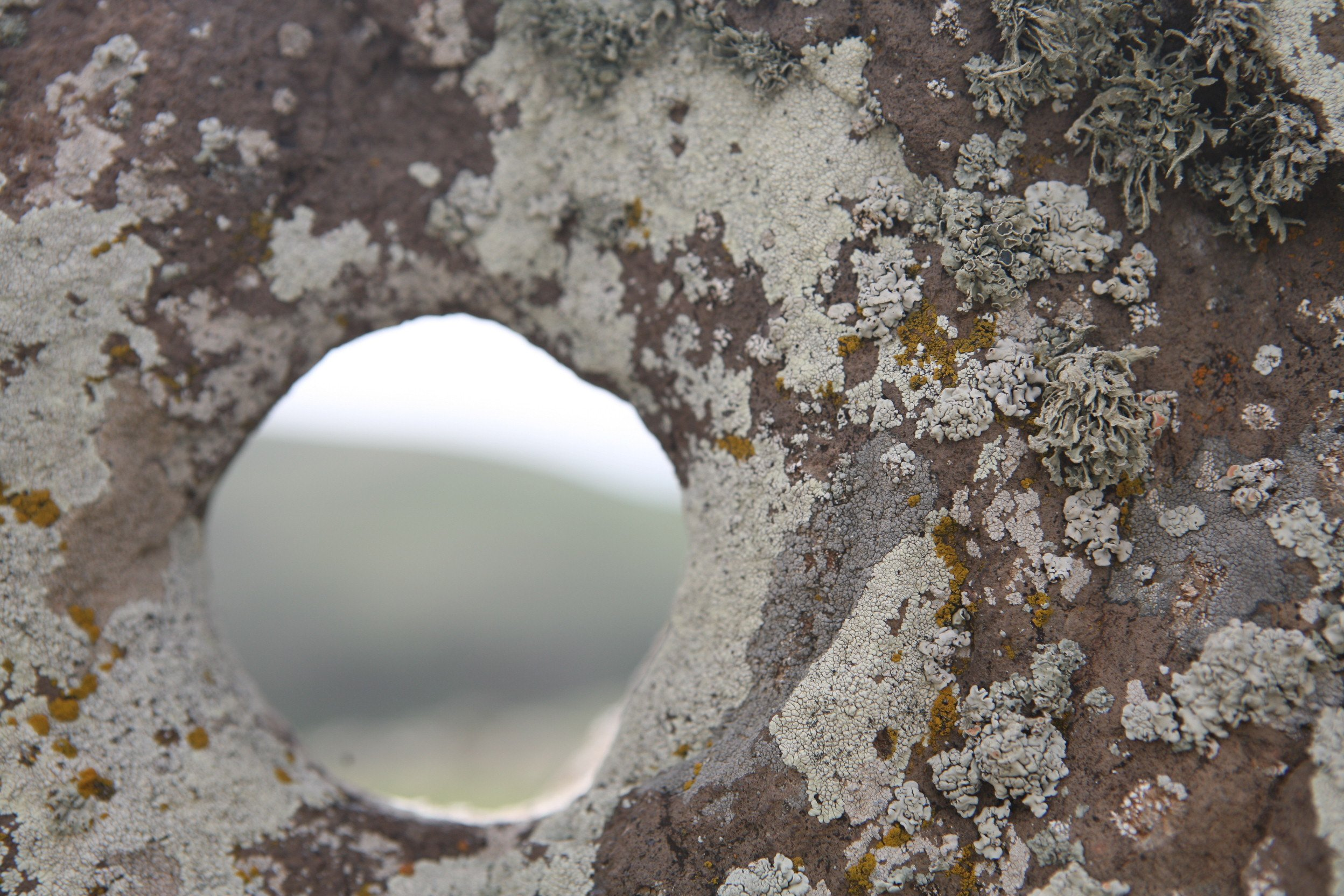
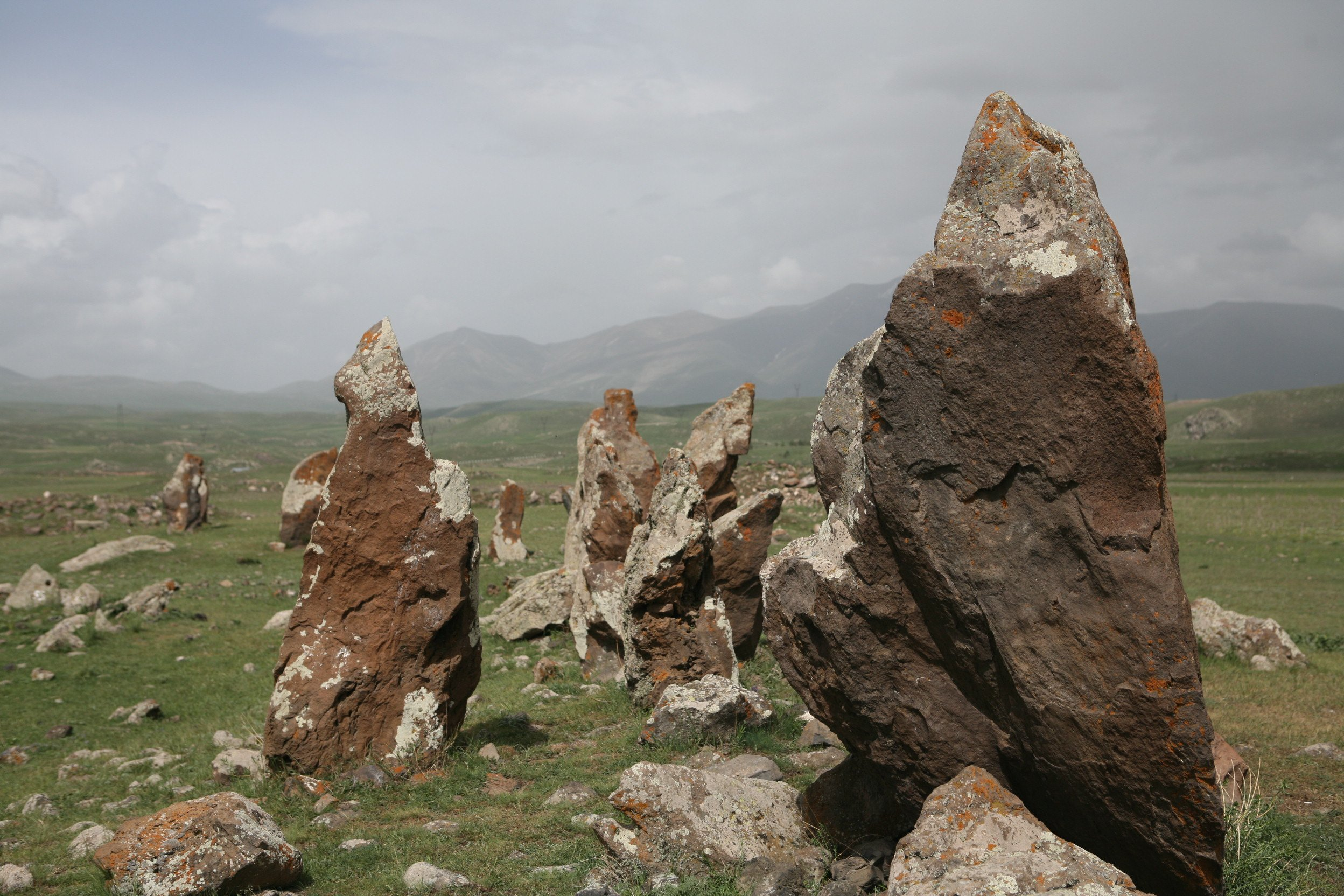
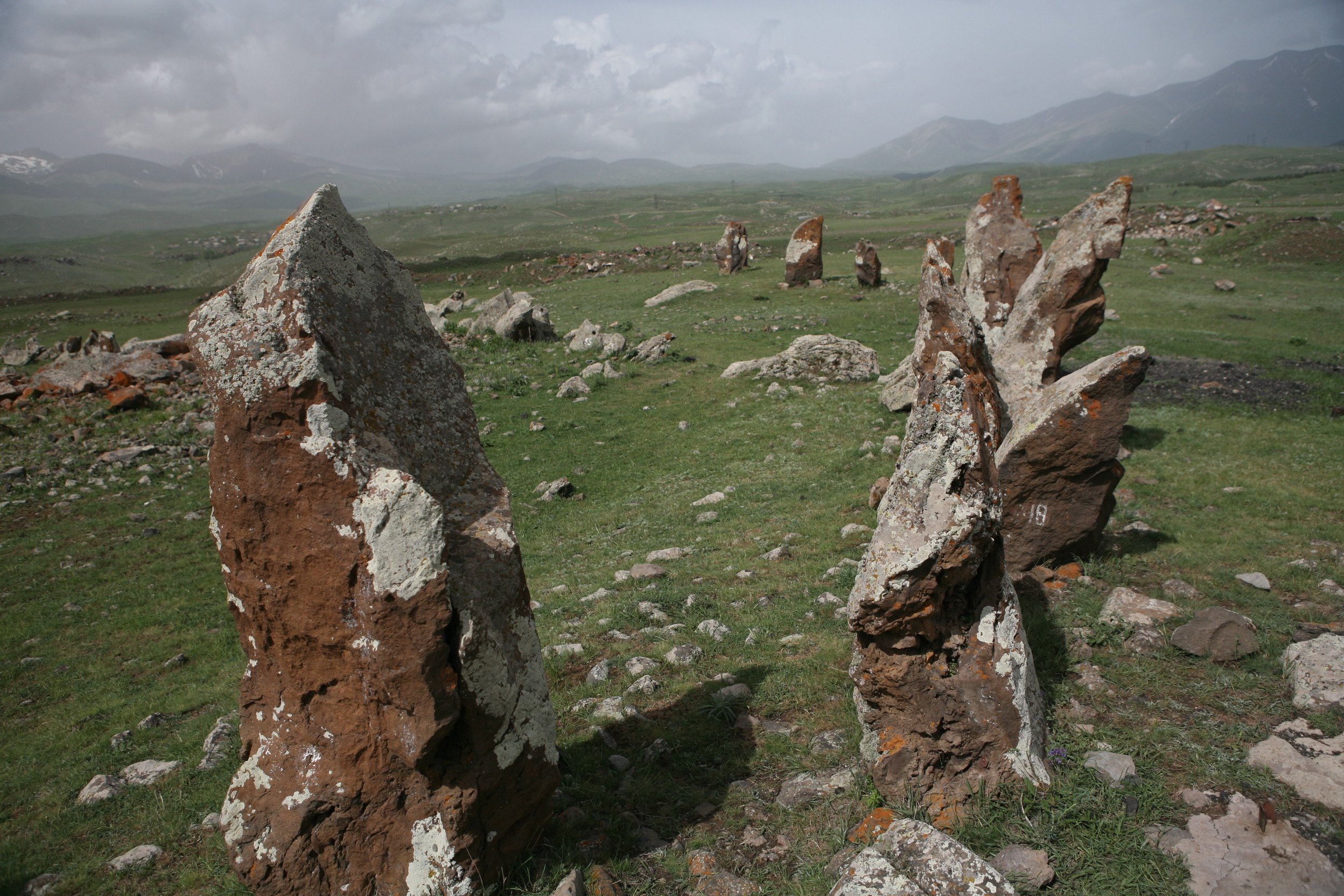
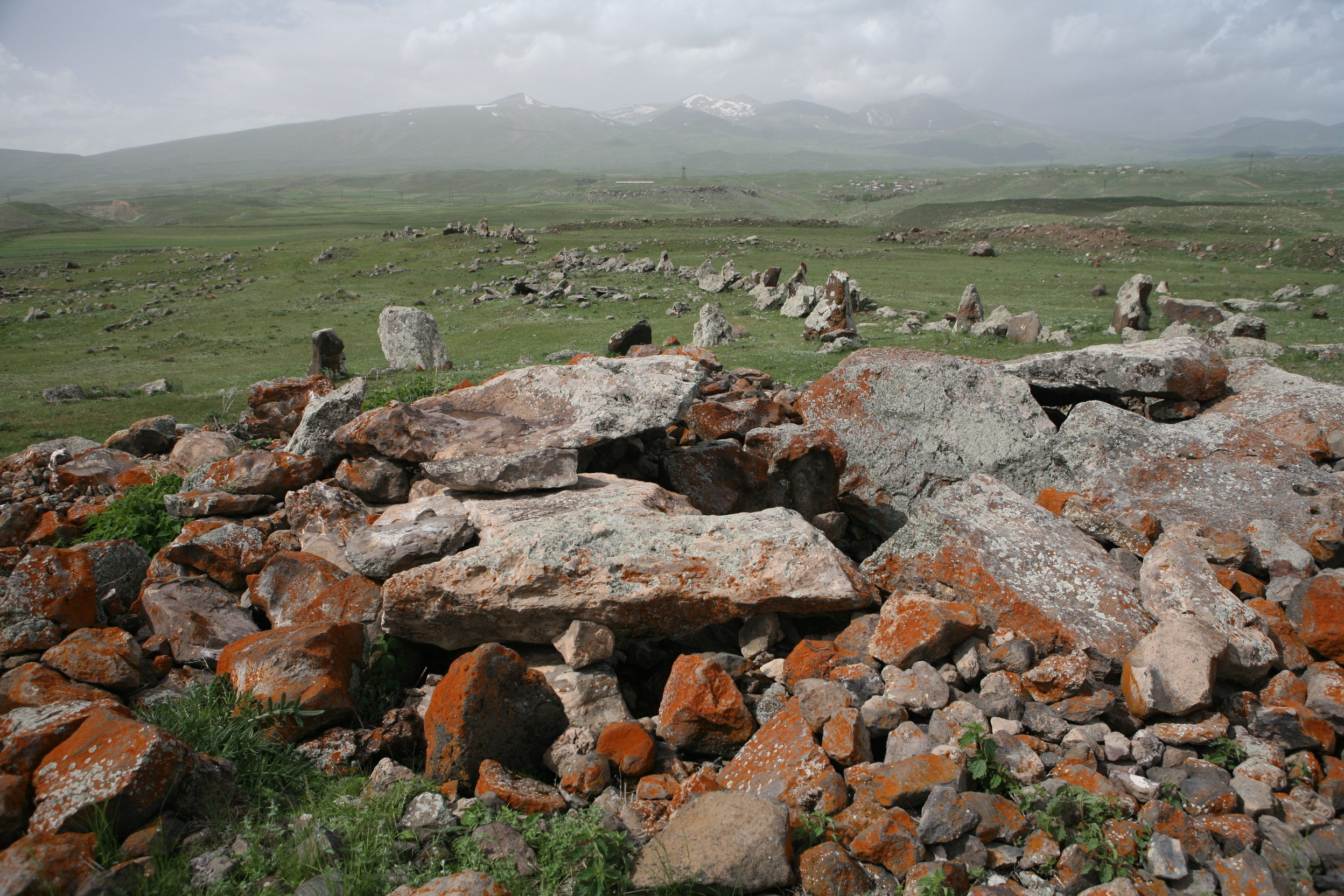
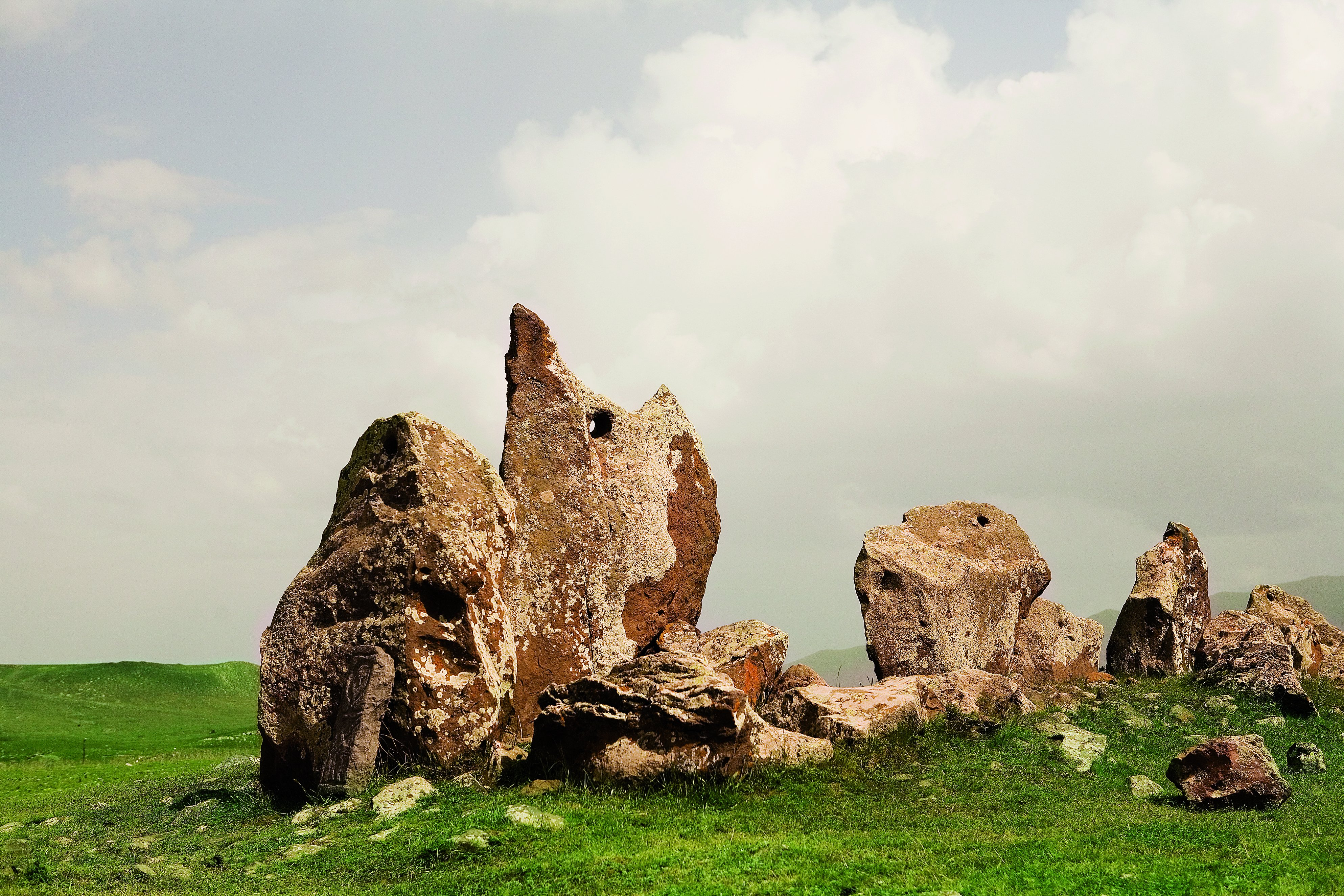
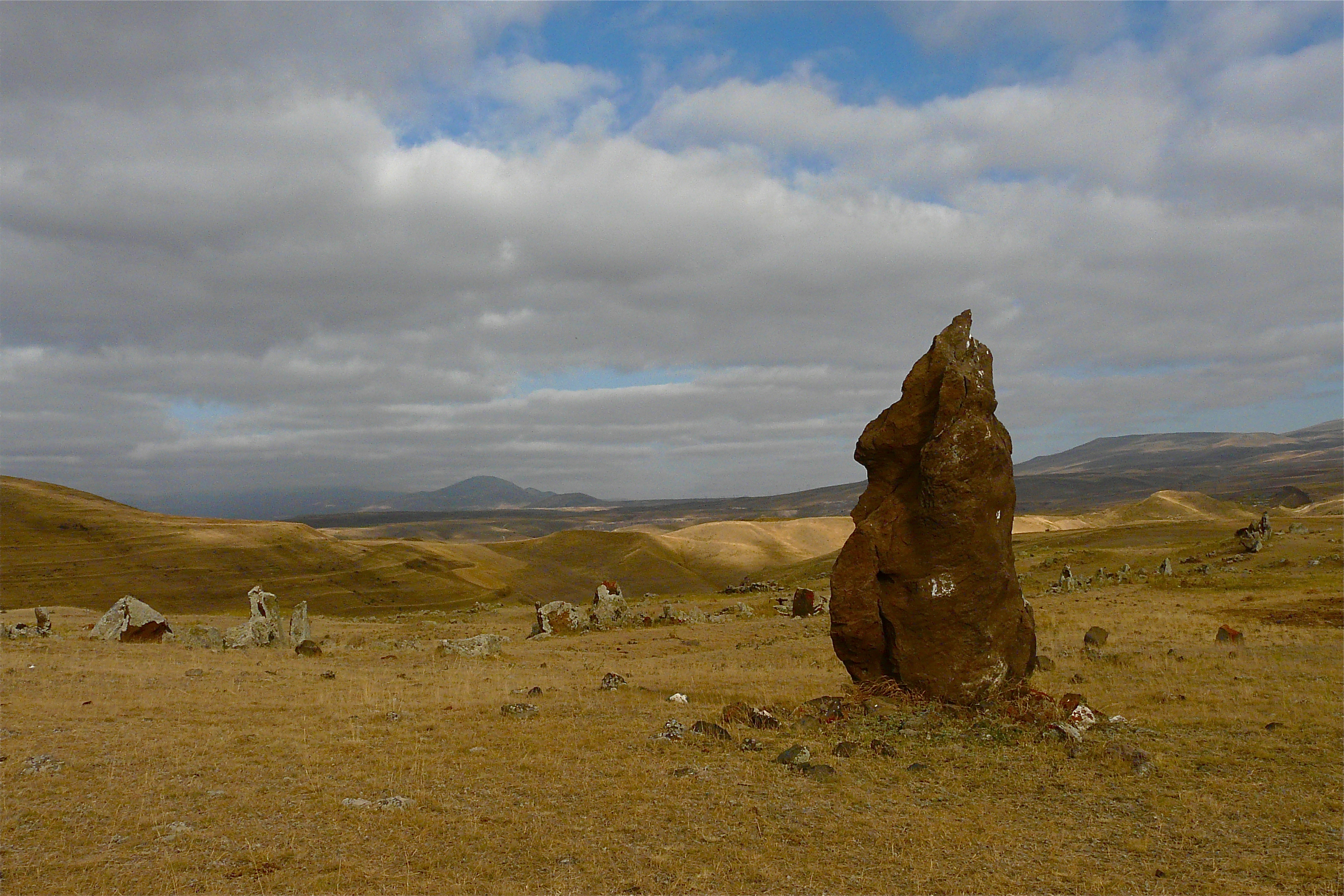
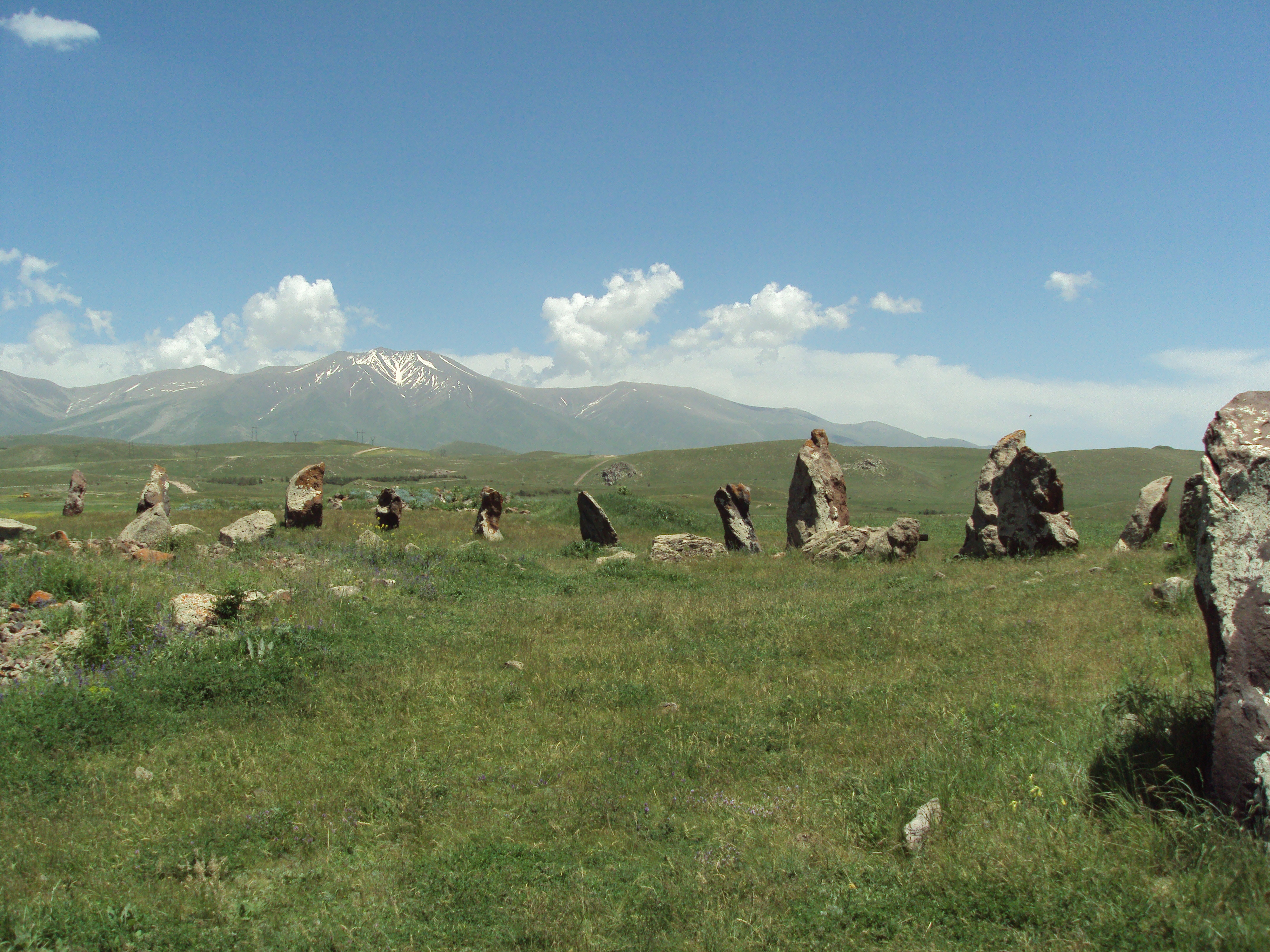
Karahunj (Zorats Karer)
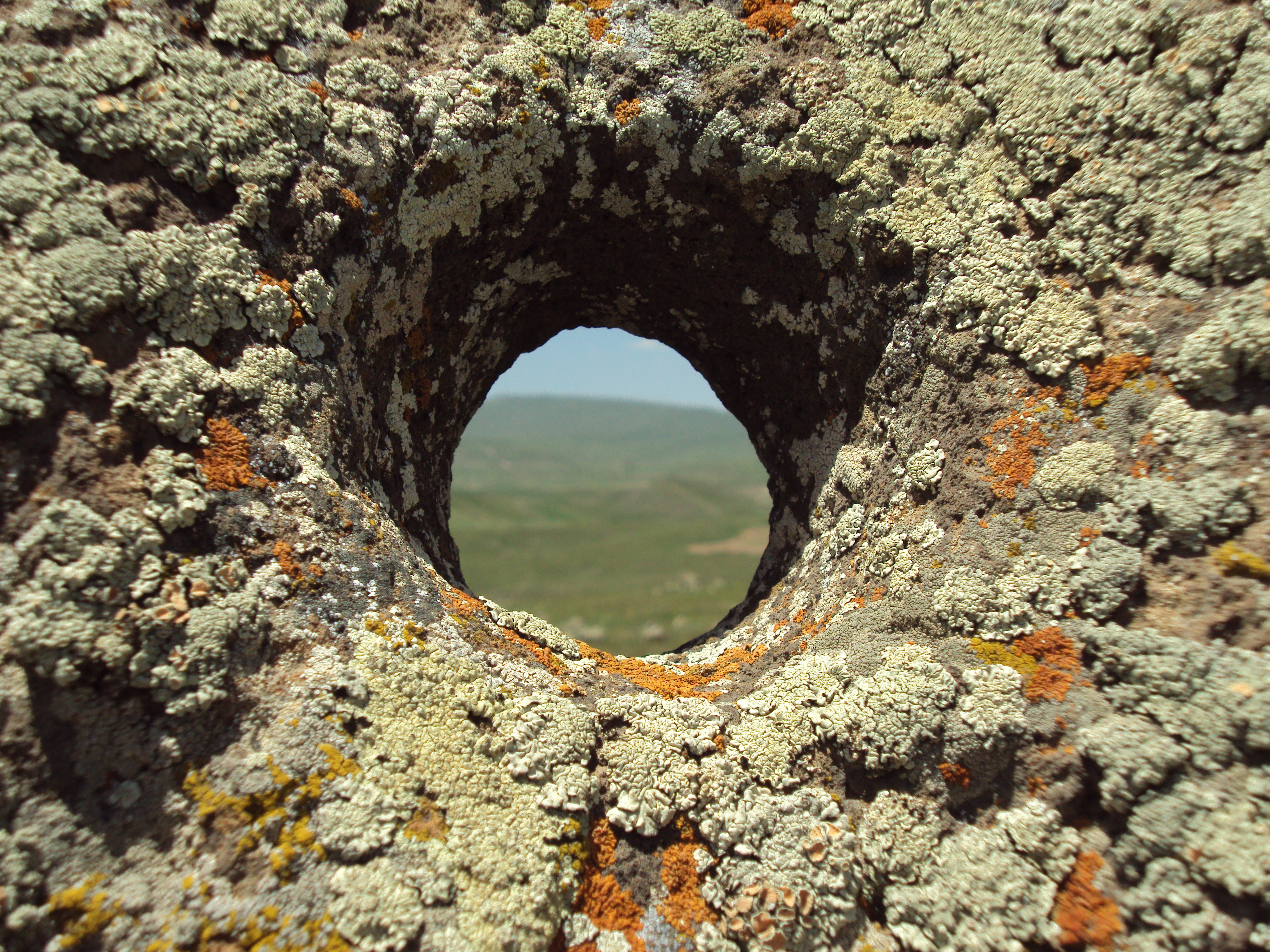
Karahunj (Zorats Karer)
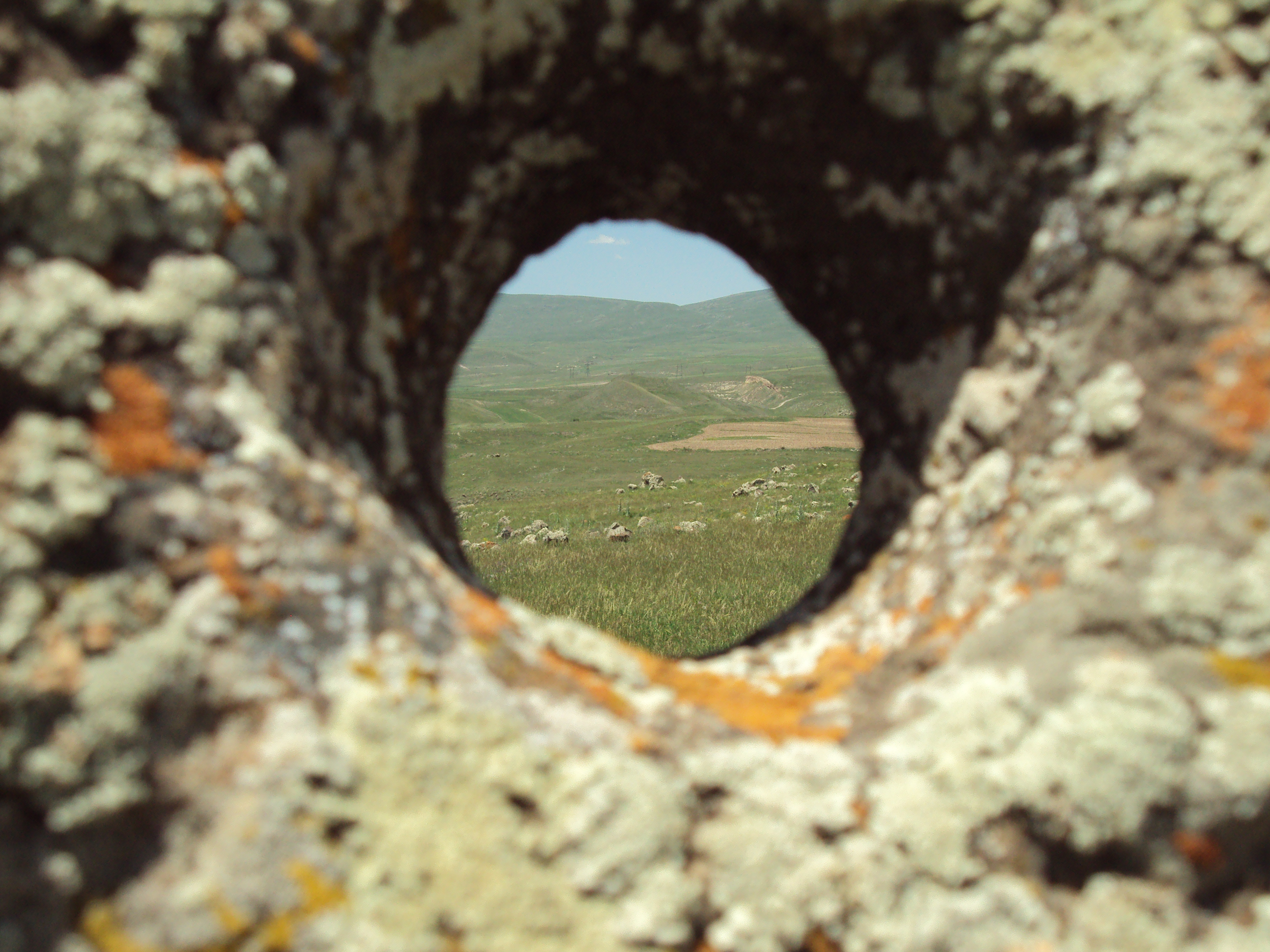
Karahunj (Zorats Karer)
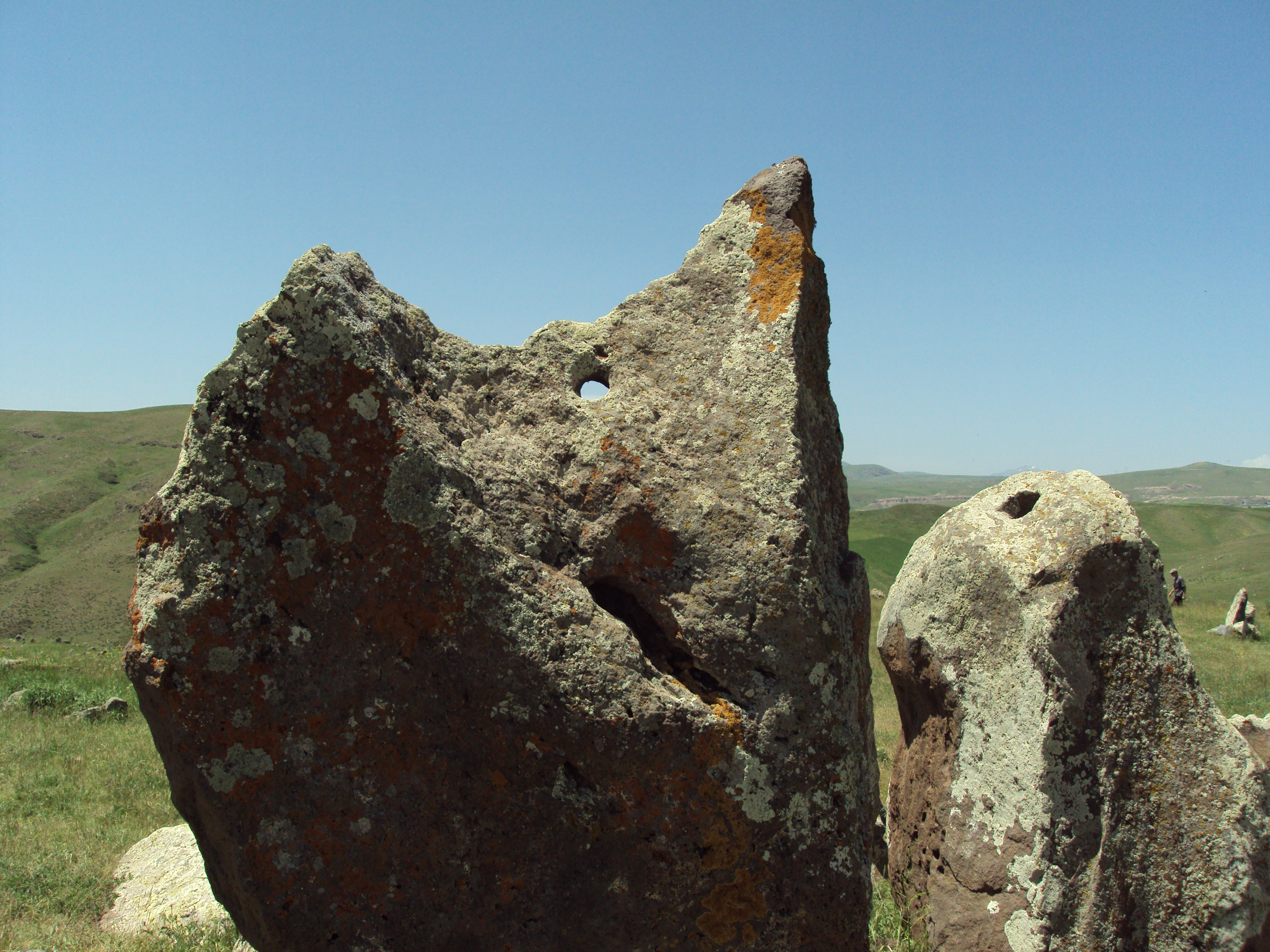
Karahunj (Zorats Karer)
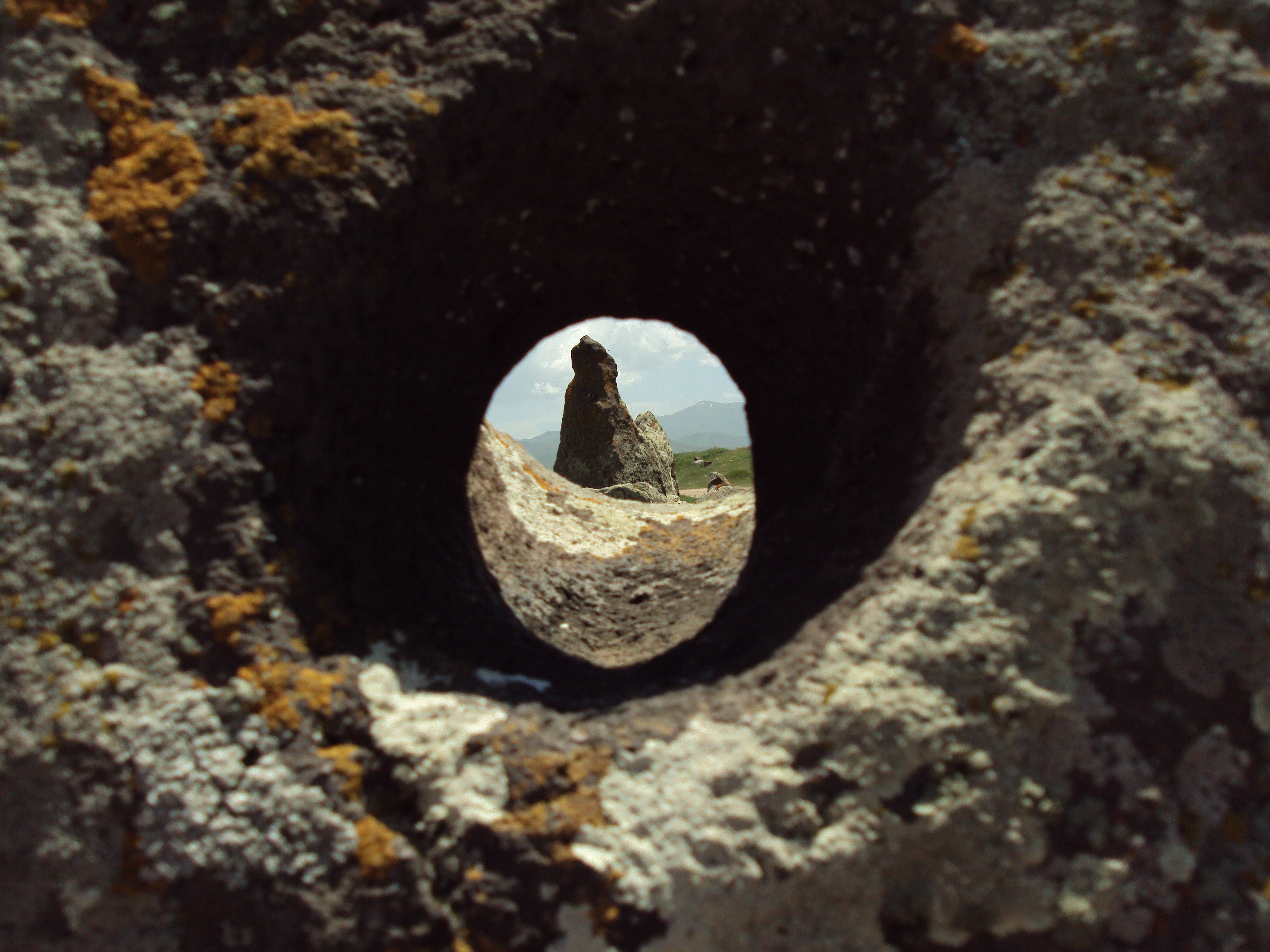
Karahunj (Zorats Karer)